# 자도즈
《자도즈》(영어: Zardoz)는 영국, 아일랜드, 미국에서 제작된 1973년 판타지 SF 영화이다. 존 부어먼이 각본, 연출, 제작을 맡았고, 숀 코너리 등이 출연하였다.

## 줄거리
2293년 인류는 두 종류로 분화되었다. 인공 지능 태버내클의 지배를 받으며 보텍스에 모여사는 불멸자들인 이터널, 그리고 방사능으로 오염된 황무지에 버려졌으며 이터널에게 음식을 공급하는 필멸자들인 브루털. 인구 재생산이 불필요해지면서 남성 이터널들은 발기 부전이 되었으며, 권태와 나태로 인해 긴장증 상태에 빠진 이터널들인 애퍼세틱이 속출하고 있다.
제드는 석상 자도즈의 명에 따라 브루털을 다스리는 브루털 익스터미네이터 중 하나이다. 어느 날 제드는 보텍스 안으로 진입했다가 이터널에게 붙잡히는데...

## 출연진
- 숀 코너리 - 제드 역
- 샬럿 램플링 - 콘스웰라 역
- 세라 케스틀먼 - 메이 역
- 나이얼 버기 - 아서 프레인 / 자도즈 역
- 존 올더턴 - 프렌드 역
- 샐리 앤 뉴턴 - 아벌로 역
- 보스코 호건 - 조지 세이든 역
- 제시카 스위프트 - 애퍼세틱 역
- 바이어브러 다울링 - 스타 역
- 크리스토퍼 캐슨 - 나이 든 과학자 역

## 기타 제작진
- 협력 제작: 찰스 옴
- 배역: 미리엄 브리크먼
- 미술: 앤서니 프랫
- 의상: 크리스털 크루즈 부어먼